# Alfons Geleyns
Louis Alphonse (Alfons) Geleyns (Rotselaar, 30 januari 1889 – Keerbergen, 25 september 1914) was een Belgisch militair. Hij verwierf postuum enige bekendheid.

## Biografie
Geleyns werd geboren te Rotselaar als zoon van een landbouwer, Ferdinand Geleyns, en diens echtgenote, Marie-Thérèse Lambrechts. Hij was het tweede kind en de oudste zoon in een gezin van zeven kinderen. Op 6 februari 1909 werd hij in het kanton Haacht bij de allerlaatste loting volgens de wet van de dienstplicht van 1847 als twintigjarige uitgeloot met het nummer 71.  Hij behoorde tot de allerlaatste lichting lotelingen, want in datzelfde jaar, op 14 december, veranderde de dienstplicht van loting naar de Beperkte Persoonlijke Dienstplicht. Op 1 oktober 1909 begon Alfons zijn opleiding in het kamp van Beverlo. Hij zou er blijven tot 29 september 1911, en onder andere krijgsoefeningen volgen te Aarlen (1910). Tijdens zijn dienstplicht werd hij benoemd tot klaroenblazer.
Op 31 juli 1914 werd België algemeen gemobiliseerd. Hij kwam als soldaat terecht bij het regiment karabiniers-wielrijders en sneuvelde op 25-jarige leeftijd, op 25 september 1914, in Keerbergen op de hoek van de Bakestraat en de Putsebaan, in de nabijheid van de Korte Welvaart. Op zijn militaire fiche staat 26 september 1914 vermeld als sterfdatum, terwijl de parochiale registers van Grasheide, waar hij begraven werd, 25 september vermelden.

## Graf
Na zijn dood werd hij op 25 september 1914, de dag van zijn overlijden, begraven op het kerkhof rond de kerk van Grasheide, deelgemeente van de aan Keerbergen aangrenzende gemeente Putte, en later herbegraven op het nieuwe gemeentelijke kerkhof. Op zijn grafsteen staat te lezen:
Ter nagedachtenis van Alphons Geleyns, Soldaat van het 3e Carabiniers, geb. te Rotselaer 30 jan. 1887. Voor 't vaderland gesneuveld te Grasheide, 25 sept. 1914. R.I.P.
Op zijn grafsteen staat slechts zijn tweede voornaam en tevens roepnaam geschreven en wordt geboortejaar 1887 gegeven in plaats van 1889. 

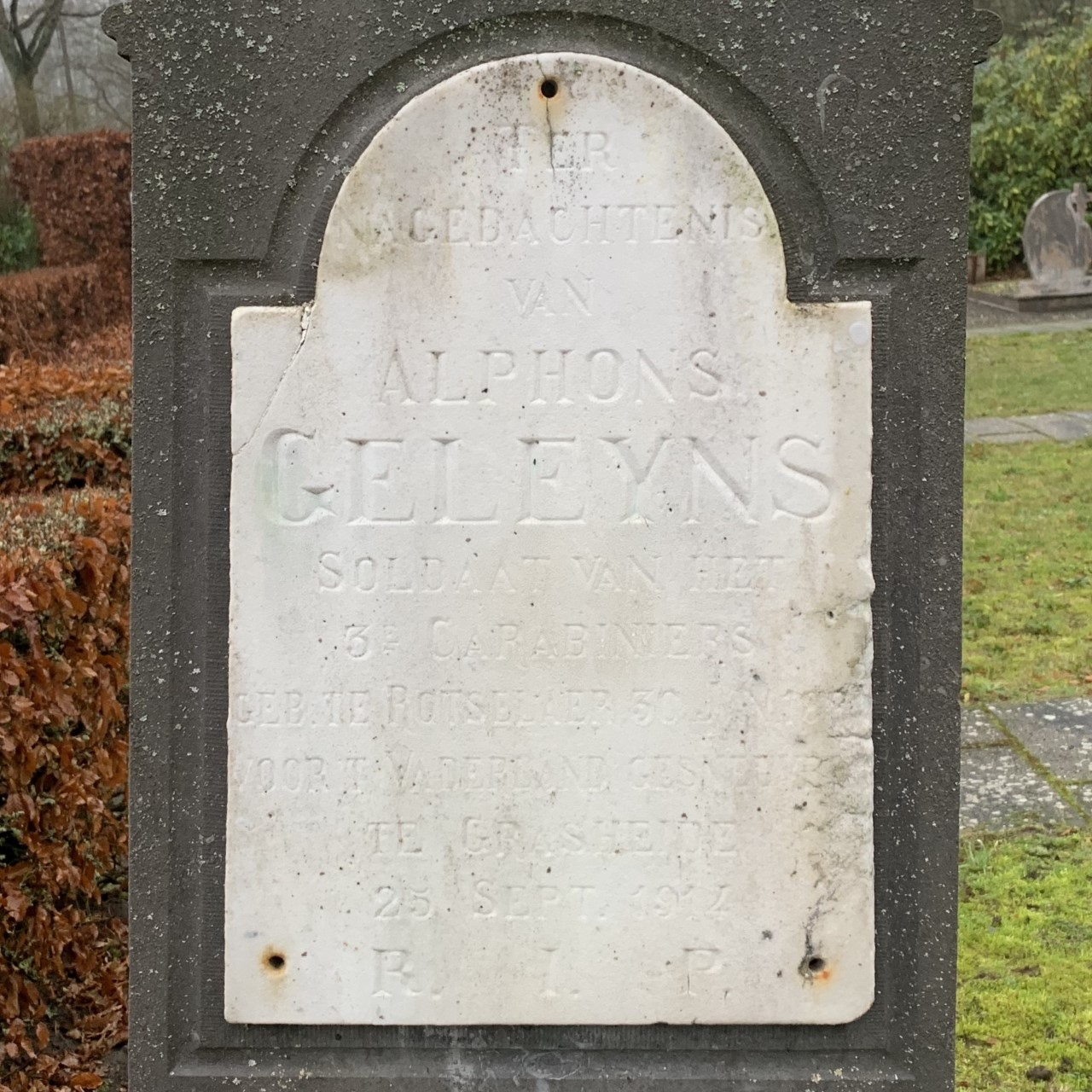
Graf van Alfons Geleyns.

Geleyns werd nooit herbegraven in zijn thuisdorp Rotselaar omdat zijn ouders hier nooit om vroegen. Het graf van een Belgische soldaat is eigendom van de Belgische Staat en na de oorlog besliste de Staat om de verschillende oorlogsgraven te centreren in militaire begraafplaatsen. Voor de gesneuvelden van en rond Keerbergen was dat de militaire begraafplaats Veltem. De ouders van Alfons Geleyns protesteerden echter tegen een opgraving van het stoffelijk overschot van hun zoon. Hierdoor werd het graf een privé-graf. Zijn jongere broers Armand en Jules vernoemden beiden hun oudste zoon naar hem, Alfons.

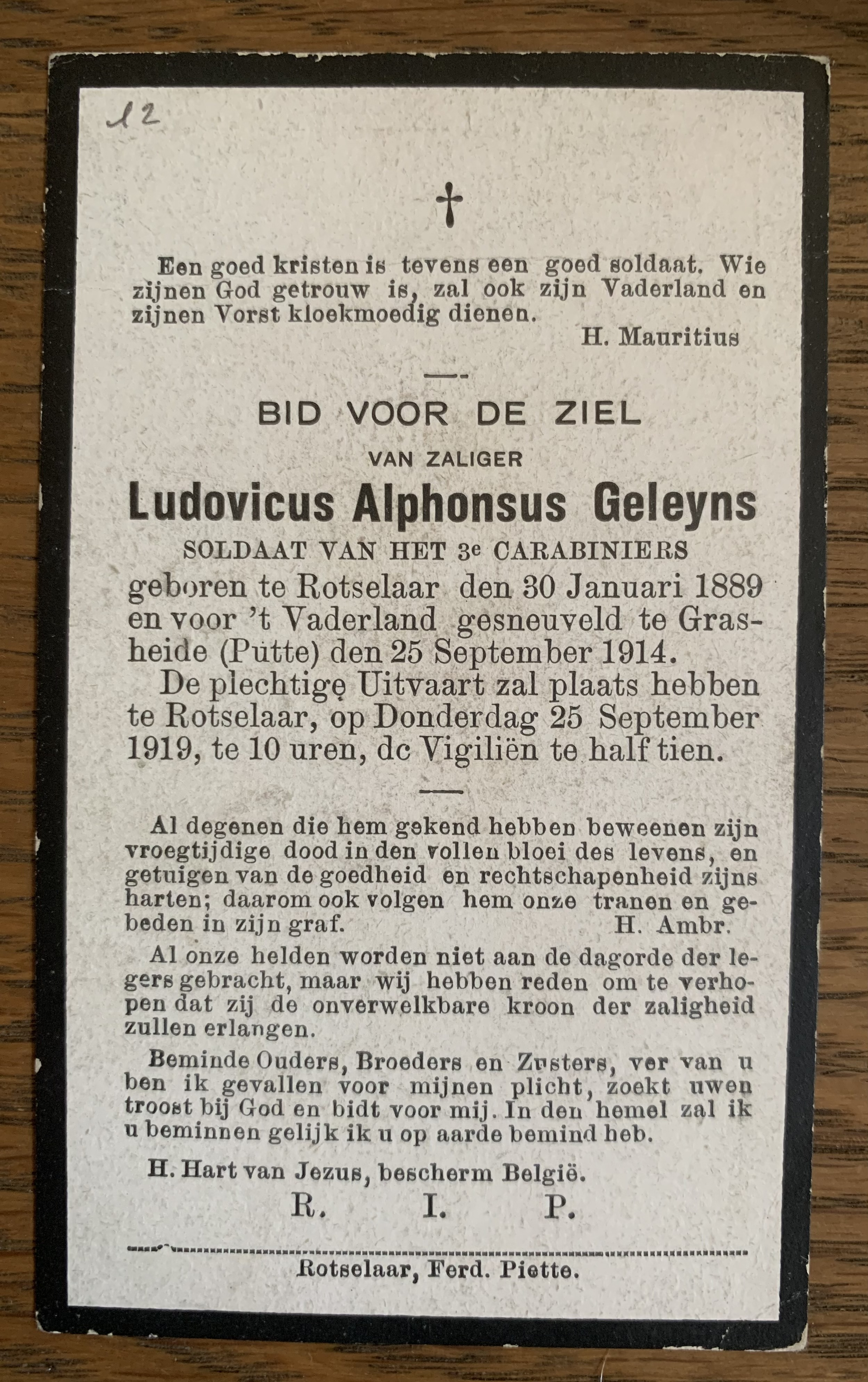
Doodsprentje van Alfons Geleyns.

Na de wapenstilstand van 11 november 1918 werden in vrijwel alle Belgische gemeenten oorlogsmonumenten opgericht en de gesneuvelden geëerd. In Grasheide was het graf van Alfons Geleyns de plaats waarop oud-strijders en anderen jaarlijks hun respect kwamen betuigen. Na een misviering trok een stoet met fanfare naar zijn graf alwaar de Brabançonne werd gespeeld. Op zijn graf werd jaarlijks een bloemstuk van witte chrysanten en eikenbladeren geplaatst. Deze traditie doofde uit in de jaren 70 met het overlijden van de laatste oud-strijders van de Eerste Wereldoorlog.
Op 4 september 1928 werd ter gelegenheid van een lokale kermis  een dodenhulde gehouden bij het graf van soldaat Alfons Geleyns. De homilie van pastoor Joseph Lavrijzen leidde tot incidenten met aanwezige Vlaams-nationalisten. Ward Hermans, een van de leidende figuren, nam buiten de kerk het woord om het betoog van de pastoor te weerleggen. Er werd heel wat polemiek gevoerd over het onderwerp.
In 2005 besloot het gemeentebestuur van Putte om het graf te verwijderen zodat er plaats kon gemaakt worden voor nieuwe graven. Een aantal personen waren tegen dit besluit gekant en voerden actie voor het behoud van het graf van Geleyns. Uiteindelijk veranderde het gemeentebestuur van mening en mocht het graf blijven bestaan. In 2012 startte het gemeentebestuur met de zoektocht naar peters van bepaald graven met een historische waarde, waaronder het graf van Geleyns.

## Onderscheiding
Op 15 november 1937 werd hij bij Koninklijk Besluit zoals velen gesneuvelden postuum onderscheiden in de Orde van Leopold II met de graad van ridder en met de versierselen van zilveren palm.